# Kemecse
Kemecse – miasto na Węgrzech, w komitacie Szabolcs-Szatmár-Bereg, w powiecie Kemecse.

## Miasta partnerskie
- Lăzarea